# Robert Taylor (friidrottare)
Robert Taylor, född den 14 september 1948 i Tyler, Texas, död 13 november 2007 i Missouri City, Texas, var en amerikansk friidrottare inom kortdistanslöpning.
Han tog OS-silver på 100 meter vid friidrottstävlingarna 1972 i München. 